# Gentiana australis
Gentiana australis är en gentianaväxtart som beskrevs av William Grant Craib. Gentiana australis ingår i släktet gentianor, och familjen gentianaväxter. Inga underarter finns listade i Catalogue of Life.